# John Joseph Glennon
John Joseph Glennon (Kinnegad, 14 giugno 1862 – Dublino, 9 marzo 1946) è stato un cardinale e arcivescovo cattolico irlandese.

## Biografia
Nacque a Kinnegad il 14 giugno 1862. Studiò al St. Mary's College di Mullingar; al All Hallows College e nel Seminario di Dublino, quindi presso l'Università di Bonn, in Germania.
Il 24 marzo del 1896 fu nominato vescovo titolare di Pinara e venne consacrato vescovo circa un mese dopo. Il 13 ottobre 1903 venne nominato arcivescovo di Saint Louis, con sede a Saint Louis nel Missouri (Stati Uniti d'America).
Papa Pio XII lo elevò al rango di cardinale nel concistoro del 18 febbraio 1946; il 22 febbraio dello stesso anno ricevette il titolo di San Clemente.
Morì il 9 marzo 1946 all'età di 83 anni.

## Genealogia episcopale e successione apostolica
La genealogia episcopale è:
- Cardinale Scipione Rebiba
- Cardinale Giulio Antonio Santori
- Cardinale Girolamo Bernerio, O.P.
- Arcivescovo Galeazzo Sanvitale
- Cardinale Ludovico Ludovisi
- Cardinale Luigi Caetani
- Cardinale Ulderico Carpegna
- Cardinale Paluzzo Paluzzi Altieri degli Albertoni
- Papa Benedetto XIII
- Papa Benedetto XIV
- Papa Benedetto XIV
- Cardinale Giovanni Carlo Boschi
- Cardinale Bartolomeo Pacca
- Papa Gregorio XVI
- Cardinale Lodovico Altieri
- Cardinale Gaetano Bedini
- Arcivescovo James Roosevelt Bayley
- Arcivescovo John Joseph Kain
- Cardinale John Joseph Glennon

La successione apostolica è:
- Vescovo Thomas Francis Lillis (1904)
- Vescovo Christopher Edward Byrne (1918)
- Vescovo Francis Gilfillan (1922)
- Vescovo Joseph Aloysius Murphy, S.I. (1924)
- Vescovo Christian Herman Winkelmann (1933)
- Arcivescovo Paul Clarence Schulte (1937)
- Vescovo George Joseph Donnelly (1940)